# 195998 Skipwilson
195998 Skipwilson è un asteroide della fascia principale. Scoperto nel 2002, presenta un'orbita caratterizzata da un semiasse maggiore pari a 3,1140777 UA e da un'eccentricità di 0,1950433, inclinata di 13,39586° rispetto all'eclittica.